# گریم ریپر (گروه موسیقی)
گریم ریپر (به انگلیسی: Grim Reaper) یک گروه موسیقی هوی متال انگلیسی است که در سال ۱۹۷۹ در شهر درویت‌ویچ فعالیت خود را آغاز نمود. اولین آلبوم این گروه به نام در جهنم می‌بینمت موفق شد در جدول بیلبورد ۲۰۰ آمریکا به رتبه ۷۳ برسد.